# Cantón de Gennevilliers-Sur
El cantón de Gennevilliers-Sur era una división administrativa francesa, que estaba situada en el departamento de Altos del Sena y la región de Isla de Francia.

## Composición
El cantón estaba formado por una fracción de la comuna que le daba su nombre:
- Gennevilliers (fracción)

## Supresión del cantón de Gennevilliers-Sur
En aplicación del Decreto nº 2014-256 de 26 de febrero de 2014, el cantón de Gennevilliers-Sur fue suprimido el 22 de marzo de 2015 y su fracción de comuna pasó a formar parte del nuevo cantón de Gennevilliers.